# باشگاه فوتبال تورپیدو-بلاز ژودزینا
باشگاه فوتبال تورپیدو-بلاز ژودزینا (بلاروسی: ФК Тарпеда-БелАЗ Жодзіна) یک باشگاه فوتبال در شهر ژودزینا بلاروس است. این باشگاه در لیگ برتر فوتبال بلاروس بازی می‌کند. این باشگاه در سال ۱۹۶۱ تأسیس شده‌است. 

### تاریخچه
این باشگاه در سال ۱۹۶۱ تأسیس شد و در طول تاریخ خود نام‌های مختلفی داشته است:
- ۱۹۸۹: بل‌آز ژودزینا (BelAZ Zhodino)
- ۱۹۹۳: تورپیدو ژودزینا (Torpedo Zhodino)
- ۲۰۱۱: تورپیدو-بلاز ژودزینا (Torpedo-BelAZ Zhodino)

نام فعلی باشگاه از سال ۲۰۱۱ به دلیل حمایت مالی کارخانه خودروسازی بل‌آز (BelAZ) که در ژودزینا مستقر است، انتخاب شده است.

### ورزشگاه
ورزشگاه خانگی این تیم، ورزشگاه تورپیدو (Torpedo Stadium) نام دارد که در سال ۱۹۶۹ افتتاح و در سال ۲۰۱۱ بازسازی شده است. این ورزشگاه دارای ظرفیت ۶٬۵۲۴ نفر است و در شهر ژودزینا واقع شده است.

### افتخارات
- جام حذفی بلاروس:
  - قهرمان: ۲۰۱۵–۱۶، ۲۰۲۲–۲۳
  - نایب‌قهرمان: ۲۰۰۹–۱۰، ۲۰۲۴–۲۵
- سوپرکاپ بلاروس:
  - قهرمان: ۲۰۲۴
  - نایب‌قهرمان: ۲۰۱۱، ۲۰۱۷
- قهرمانی جمهوری شوروی سوسیالیستی بلاروس:
  - قهرمان: ۱۹۷۰، ۱۹۷۱، ۱۹۸۰، ۱۹۸۱

### عملکرد در رقابت‌های اروپایی
تورپیدو-بلاز ژودزینا چندین بار در رقابت‌های اروپایی حضور داشته است. در فصل ۲۰۱۶–۱۷ لیگ اروپا، این تیم پس از پیروزی بر دبریسن مجارستان به مرحله سوم مقدماتی رسید، اما در این مرحله توسط راپید وین حذف شد. در فصل ۲۰۲۴–۲۵ لیگ کنفرانس اروپا، تورپیدو در مرحله اول مقدماتی با نتیجه مجموع ۲–۴ مقابل میل‌سامی اورهی از مولداوی شکست خورد و از رقابت‌ها کنار رفت.

### ترکیب فعلی (۲۰۲۵)
ترکیب تیم در فصل ۲۰۲۵ شامل بازیکنان زیر است:
دروازه‌بانان:
- یِوگِنی آبراموویچ
- تیموفی یوراسوف
- ایگور مالاشچیتسکی

مدافعان:
- سرگئی پولیتسویچ
- ایگور بورکو
- دانیا نچایف
- کیرل گلوشچنکوف
- آرسنی آگی‌یف
- ایلیا روتسکی
- ولادیسلاو ملکو

هافبک‌ها:
- پاول سدکو
- آلیماردون شوکروف
- کیرل پرمودروف
- آلکساندر سیلیاوا
- آلکسی بوتارویچ
- تیمور چاری‌یف
- آلکساندر اورخوف
- کایو دانتاس
- میکائیل لادوتکو

مهاجمان:
- ماکسیم اسکویش
- ایلیا واسیلیویچ
- تیموفی شارکوفسکی
- وادیم پوبودِی
- مامادو هارونا کامارا

در فصل جاری، پاول سدکو با ۳ گل بهترین گلزن تیم بوده است. همچنین، بازیکنانی مانند آلیماردون شوکروف، کیریل گلوشچنکوف و ایگور بورکو هر کدام یک پاس گل به ثبت رسانده‌اند.

### عملکرد اخیر
در فصل ۲۰۲۴ لیگ برتر بلاروس، تورپیدو-بلاز ژودزینا با کسب رتبه سوم، سهمیه حضور در لیگ کنفرانس اروپا را به دست آورد. در فصل ۲۰۲۵، این تیم در ۱۰ بازی ابتدایی، ۱۴ امتیاز کسب کرده و در رده هشتم جدول قرار دارد.